# Annelore Nitschke
Annelore Nitschke, geborene Wegener (* 31. Januar 1944 in Bernburg (Saale)), ist eine deutsche literarische Übersetzerin.

## Leben
Annelore Nitschke lebte nach ersten Lebensjahren im Westsektor von Berlin ab 1949 in München, wo sie 1963 Abitur machte. Ihr Studium der Germanistik und Slawistik in Freiburg im Breisgau beendete sie 1969 mit dem Magisterexamen. 1978 legte sie die Staatliche Prüfung für Übersetzer in der russischen Sprache extern ab und arbeitet seither als freie Übersetzerin für Russisch. Sie übersetzt vor allem Gegenwartsliteratur und Sachtexte für Ausstellungskataloge aus dem Bereich Kunst und Kultur. Aber auch zwei Neuübersetzungen der Klassiker Tolstoi und Turgenjew liegen vor. Über 20 Jahre hat sie die Künstler Gia Edzgveradze und Ilya Kabakov als Übersetzerin in zahlreichen Publikationen begleitet. Im Lauf von 40 Jahren hat sie etwa siebzig Bücher für namhafte deutsche Verlage übersetzt bzw. mitübersetzt.
1998 erhielt sie zusammen mit ihrem Hauptautor Boris Chasanow den Hilde-Domin-Preis für Literatur im Exil. Sie war Mitglied der Jury, die über die Vergabe des Übersetzerstipendiums des Freistaates Bayern entscheidet. Im Rahmen des Bode-Stipendiums des Deutschen Übersetzerfonds betreut sie immer wieder junge Kolleginnen als Mentorin.

## Übersetzungen
- Michail J. Makarenko: Aus meinem Leben, Ullstein 1981
- Wladimir Jemeljanowitsch Maximow: Sie und wir, Ullstein 1984
- Boris Chasanow: Gegenzeit, DVA 1986
- Boris Chasanow: Die Königsstunde, DVA 1990
- Boris Chasanow: Unten ist Himmel, DVA 1993
- Boris Chasanow: Der Zauberlehrer, DVA 1996
- Boris Chasanow: Vögel über Moskau, DVA 1998
- Boris Chasanow: Mythos Rußland, DVB
- Boris Nikolajewitsch Jelzin: Aufzeichnungen eines Unbequemen, Droemer-Knaur 1990
- Wladimir Fjodorowitsch Tendrjakow: Auf der seligen Insel des Kommunismus, Suhrkamp 1990
- Alexei Michailowitsch Remisow: Gang auf Simsen, Suhrkamp 1991
- Boris Wiktorowitsch Falkow: Die Nussknacker, List 1991
- Boris Wiktorowitsch Falkow: Die Friedensstifter, List 1993
- Valeria Narbikova: Das Gleichgewicht des Lichts der Tages- und der Nachtsterne, Prestel 1993
- Valeria Narbikova: Wettlauf. Lauf, Suhrkamp 1994
- Valeria Narbikova: Flüstergeräusch, Suhrkamp 1995
- Valeria Narbikova: Die Reise, Suhrkamp 1997
- Katalog: Morosow und Schtschukin: die russischen Sammler, DuMont 1993
- Katalog: Tyrannei des Schönen. Architektur der Stalin-Zeit, Prestel 1994
- Nina Nikolajewna Berberowa: Die Gebieterin, Luchterhand 1996
- Nina Nikolajewna Berberowa: Das Buch vom dreifachen Glück, Luchterhand 1997
- Nina Nikolajewna Berberowa: Die Damen aus Sankt Petersburg, Luchterhand 2000
- S. Anufriew, P. Pepperstein: Binokel und Monokel, Suhrkamp 1998
- Alan Tschertschessow: Requiem für einen Lebenden, S. Fischer 1999
- Alan Tschertschessow: Ein Kranz für das Grab des Windes, DVA 2003
- J. Koschina: Durch die brennende Steppe, S. Fischer 2000
- Ilya Kabakov: Der Text als Grundlage des Visuellen, Oktagon 2000
- Edward Stanislawowitsch Radsinski: Die Geheimakte Rasputin, Knaus 2000
- Alexander Ikonnikow: TaigaBlues, Alexander Fest 2002
- Alexander Ikonnikow: Liska und ihre Männer, Rowohlt 2003
- Wladimir Semjonowitsch Makanin: Underground oder Ein Held unserer Zeit, Luchterhand 2003
- Wladimir Semjonowitsch Makanin: Der kaukasische Gefangene, Luchterhand 2005
- Wladimir Semjonowitsch Makanin: Der Schreck des Satyr beim Anblick der Nymphe, Luchterhand 2008
- Wladimir Semjonowitsch Makanin: Benzinkönig, Luchterhand 2011
- Äbdischämil Nurpeissow: Der sterbende See, Dagyeli 2006
- Iwan Sergejewitsch Turgenew: Väter und Söhne, Artemis & Winkler 2008
- Wassili Semjonowitsch Grossman: Alles fließt, Ullstein 2009
- Akram Aylisli: Steinträume, Osburg 2015
- Alexei Makushinsky: Dampfschiff nach Argentinien, Hanser 2016
- Viktor Remizov: Asche und Staub, dtv 2016
- Pavel Nerler: Ossip Mandelstams letzte Jahre. Verfemung, Verbannung und Tod eines Dichters 1932-38, Ferdinand Schöningh 2017